# Never Mind the Bollocks, Here's the Sex Pistols
Never Mind the Bollocks, Here's the Sex Pistols је први и једини албум Секс пистолса, контроверзног и утицајног енглеског панк бенда. Обожаваоци и музичка критика описују албум као изузетно значајног и важног за историју рок музике, наводећи га као битан утицај на касније панк бендове и музичке жанрове који су настали касније.
Албум је објављен 28. октобра 1977. године од стране издавачке куће "Virgin", и албум је заузео прво место на британској листи најпродаванијих албума. Старије верзије песама појавиле су се на компилацији Spunk, која је објављена убрзо након Never Mind the Bollocks.

## О албуму
Албум је први и једини званичан албум Секс пистолса, док је Џони Ротен био певач. Ипак, неке песме су се касније појављивале на многобројним компилацијама, као и у филму The Great Rock'n'Roll Swindle, који је малтене био документарац о бенду, али много више о њиховом менаџеру Малкому Макларену.
Албум је, одмах по издавању, подигао велику медијску помпу у Уједињеном Краљевству. Најпре сам назив је био врло контроверзан (реч "bollocks" је погрдни енглески жаргонизам за тестисе). Такође, хришћанске заједнице осуђивале су назив албума, јер је "bollocks" значи и "свештеник" на старом енглеском језику (назив албума би у том случају био Заборавите на свештенике, стижу Секс пистолси).
Секс пистолси свирали су о актуелним проблемима у друштву. Говорили су о себичности и неповерењу ("No Feelings"), абортусима ("Bodies"), испразности и неверности ("Pretty Vacant"), корпоративном освајању ("E.M.I.")... Ипак, највећу помпу подигли су синглови "Anarchy in the U.K." и "God Save the Queen". Песму "God Save the Queen", као и контроверзни омот сингла, многи су схватили као директни атак на краљицу Елизабету II Певач Џони Ротен и гитариста Стив Џоунс су тврдили да их за ту песму није инспирисала сама краљица, већ цела краљевска породица и британска влада.

## Листа песама

### Верзија са 11 песама

#### Страна А
1. "" – 3:22
2. "" – 2:41
3. "" – 2:51
4. "" – 3:20
5. "" – 4:11

#### Страна Б
1. "" – 2:02
2. "" – 3:32
3. "" – 3:03
4. "" – 3:18
5. "" – 3:07
6. "" – 3:10

### Верзија са 12 песама

#### Страна А
1. "" – 3:22
2. "" – 3:03
3. "" – 2:51
4. "" – 2:41
5. "" – 3:20
6. "" – 4:11

#### Страна Б
1. "" – 2:02
2. "" – 3:32
3. "" – 4:12
4. "" – 3:18
5. "" – 3:05
6. "" – 3:10

## Успех на музичким листама
| Година | Листа           | Позиција |
| ------ | --------------- | -------- |
| 1977.  | UK Albums Chart | 1        |
| 1978.  | Billboard       | 106      |

## Извођачи
- Џони Ротен — главни вокал
- Стив Џоунс — гитара, бас, пратећи вокал
- Пол Кук — бубњеви
- Глен Метлок — бас, пратећи вокал (сменио га Вишос)
- Сид Вишос — бас, пратећи вокал (сменио Метлока)